# Завиток обратный
Завиток обратный, или завиток вздутый или  улитка-завиток широкая (лат. Vertigo antivertigo) — вид наземных стебельчатоглазых брюхоногих моллюсков рода Vertigo семейства Vertiginidae. Раковина от овальной до почти удлинённо-овальной, высотой 1,7—2,3 мм, шириной 1,2—1,4 мм, красновато-коричневая, с 6—11 зубами в устье. Распространён на большей части Палеарктики. Влаголюбивый вид. Обитает в поймах рек, вдоль ручьёв, на открытых низинных болотах, в болотистых черноольшаниках и березняках, на сырых лугах, в подстилке сырых лиственных и смешанных лесов, в зарослях осоки и тростника по берегам озёр и рек, в наносах без растительности. Живёт на влажной почве, среди мха и гниющих растительных остатков, на осоковых кочках, в сырую погоду поднимается на стебли трав и кустарников. За один сезон улитки откладывают 6—184 яиц. Яйца развиваются даже будучи погружёнными в воду. Продолжительность жизни до около 3 лет.

## Описание

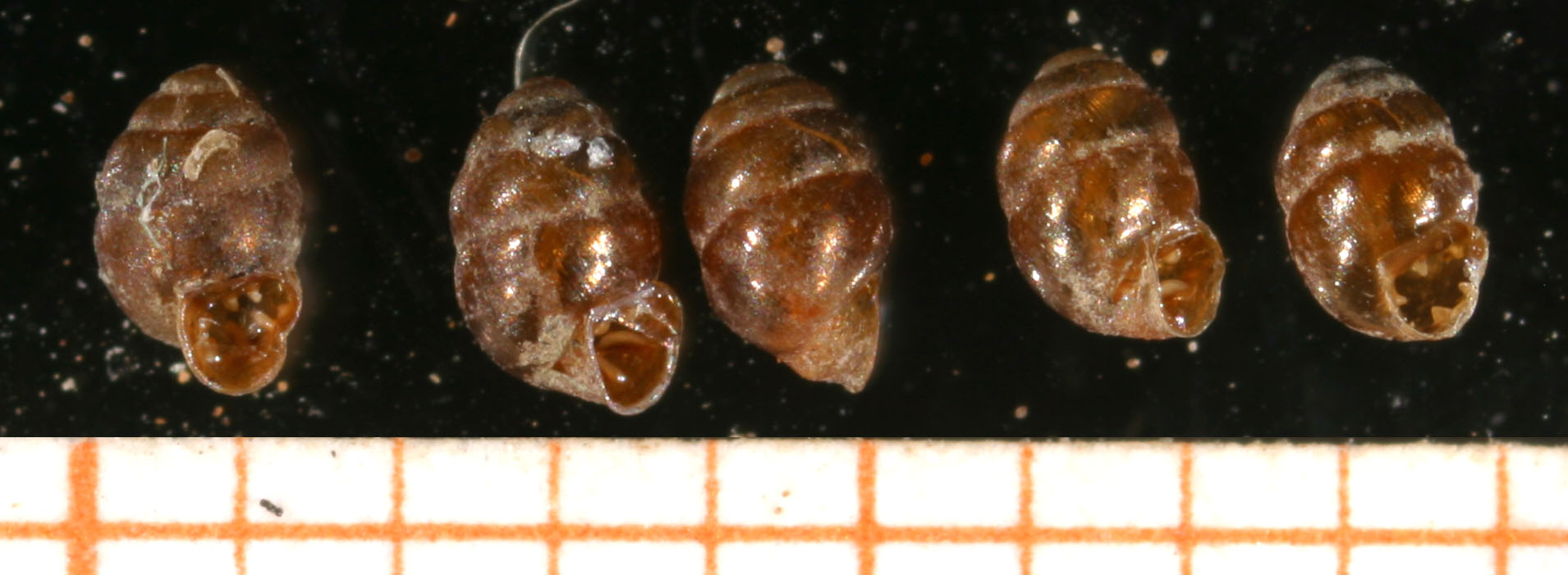
Раковины Vertigo antivertigo

Раковина от овальной до почти удлинённо-овальной, относительно тонкостенная, просвечивающая, блестящая, с сужающимся завитком, состоит из 4—5 оборотов. Высота раковины 1,7—2,3 мм, ширина 1,2—1,4 мм. Высота устья 0,45—0,65 мм, ширина 0,63—0,88 мм. Обороты обычно умеренно выпуклые, шов умеренно глубокий, реже обороты сильно выпуклые, а шов глубокий. Последний оборот к устью отчётливо приподнят, его высота немного больше половины высоты раковины. Окраска красновато-коричневая, обычно тёмного оттенка, зубы несколько светлее. Эмбриональные обороты почти гладкие. Дефинитивные обороты покрыты очень слабыми неравномерными радиальными морщинами. Устье сердцевидное, с глубокой палатальной выемкой. Базальный и колумеллярный края устья отвёрнуты. Губа обычно есть. Зубов 6—11: 2—4 париетальных, 1—2 колумеллярных, 1 базальный, 2—4 палатальных. Мозоль присутствует на всей поверхности базальной и палатальной стенок, выражена в различной степени (обычно сильно), вместе с палатальными зубами видна сквозь раковину. Затылочное утолщение хорошо выражено и особенно сильно развито на базальной стенке и на нижней части палатальной стенки. На внешней поверхности палатальной стенки есть два углубления, соответствующие основным палатальным зубам. Между затылочным утолщением и краем устья есть две небольшие ямки, одна из которых соответствует палатальной выемке и хорошо заметна, а другая находится ниже и может быть слабо выраженной. Пупок закрыт.
Бока ноги, край мантии и подошва серые. Голова, щупальца, и срединная часть ноги тёмно-серые.

### Половая система
Верхняя гроздь гермафродитной железы состоит из 3—7 ацинусов, нижняя — из 4—8. Ацинусы грушевидные, зачастую сужены. Гермафродитный проток вначале тонкий и прямой, затем становится извитым и утолщённым, зачастую на нём имеется вздутие. Ветви камеры оплодотворения прилегают друг к другу, имеют равную толщину или же нисходящая ветвь толще. Верхняя часть камеры оплодотворения нередко имеет вздутие. Белковая железа треугольная, её дольки крупные, многоугольные. Простата состоит из 2—3 ветвей одинаковой или разной длины. Яйцевод в 0,3 раза короче вагины. Вагина примерно в 8 раз длиннее атриума. Семяприёмник расположен между спермовидутом и белковой железой, реже лежит на спермовидукте вблизи белковой железы. Дистальный отдел пениса булавовидный, в 1,5—2 раза длиннее вагины. Проксимальный отдел пениса булавовидный, его длина сильно варьирует и он может быть в 3 раза короче дистального отдела или же имеет ту же длину. Гермафродитная железа, гермафродитный проток, белковая железа, спермовидукт и яйцевод имеют тёмный пигмент. Остальные органы белые.
В популяциях нередко встречаются гемифалличные особи, то есть имеющие редуцированные мужские половые органы, и афалличные особи, у которых эти органы отсутствуют вовсе. У гемифалличных особей дистальный отдел пениса очень тонкий, не толще семяпровода, длинный или же в 4 раза короче вагины. Проксимальный отдел пениса хорошо выражен, но имеет меньшие размеры.

## Распространение
Палеарктический вид. Распространён на большей части Европы. На запад доходит до Британских островов, на север — до зоны тундры (в Скандинавии до 63° с. ш.). На юге Европы доходит до Португалии и Болгарии. Восточная граница ареала проходит по Малому Хингану. В Казахстане распространён на Заилийском Алатау, Кунгей Алатау, Сырдарьинском Каратау, в горах Мугоджары, в Павлодарской, Северо-Казахстанской, Восточно-Казахстанской и Западно-Казахстанской областях. Кроме того, вид обитает в Турции, на Кавказе, в Закавказье, Афганистане, Таджикистане и Пакистане.

## Образ жизни
Влаголюбивый вид, встречается даже в периодически затопляемых местах. Обитает в поймах рек, вдоль ручьёв, на открытых низинных болотах, в болотистых черноольшаниках и березняках, на сырых лугах, в подстилке сырых лиственных и смешанных лесов, в зарослях осоки и тростника по берегам озёр и рек, в наносах без растительности. Является одним из немногих представителей надсемейства Pupilloidea, которые могут обитать на торфяных болотах. Не встречается в местах, которые в течение года полностью пересыхают. В горах Польши поднимается на высоту до около 900 м, в Болгарии — до 900—1000 м. Живёт на влажной почве, среди мха и гниющих растительных остатков, на осоковых кочках, в сырую погоду поднимается на стебли трав и кустарников. Зимует в подстилке и во мху вблизи водоёмов, иногда также среди сухих листьев злаков, свисающих над замёрзшей поверхностью воды (даже в нескольких метрах от берега).

### Размножение

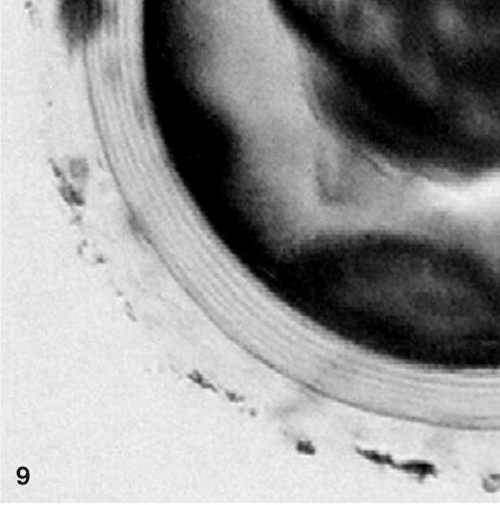
Оболочки яйца Vertigo antivertigo

В природных условиях Польши откладка яиц начинается во второй половине мая. Число яиц, отложенных за один сезон, варьирует от 6 до 184 штук. В лабораторных условиях одна особь, размножающаяся в течение двух сезонов, за всю жизнь отложила 218 яиц.
Яйца уплощённо-шаровидные, желеобразные, почти бесцветные, диаметром 0,55—0,78 мм. Диаметр камеры яйца 0,47—0,64 мм. Яйца состоят из внутренней, наружной и желеобразной оболочек (последняя находится между внутренней и наружной). Снаружи обычно имеется покрытие из слизи. Желеобразная оболочка в основном состоит из 5—9 слоёв и её средняя толщина составляет 0,044 мм. Наружная оболочка изредка отсутствует и наружный слой желеобразной оболочки примыкает к слизистому покрытию.
Большинство яиц откладываются на стадии одной клетки (некоторые на стадии ооцита II). Изредка у только что отложенных яиц наблюдается опережающее развитие, что указывает на удержание яиц в течение 1—3 дней. При температуре 27 °С вылупление происходит через 8 дней, при 23 °С — обычно через 11 дней, при 19 °С — через 16 дней, а при около 14 °C лишь через 68 дней. Яйца развиваются даже будучи погружёнными в воду. Улитки, вылупившиеся под водой, выползают на сушу.

### Рост
Эмбриональные раковины состоят из 1,05—1,4 оборотов. Их ширина составляет 0,48—0,60 мм. В лабораторных условиях достижение максимальных размеров и формирование губы происходит через 26—45 дней после вылупления. В Польше в среднем 71 % улиток достигают половой зрелости в год вылупления. Раковины зимующих молодых особей имеют 1,5—3,4 оборота. Продолжительность жизни до около 3 лет.

### Паразиты
Vertigo antivertigo является промежуточным хозяином для нематод Protostrongylus spp., Muellerius capillaris, Cystocaulus spp., Neostronqylus linearis и Dicrocoelium spp.

## Охрана
В Красном списке Международного союза охраны природы (МСОП) и в Европейском красном списке наземных моллюсков (2019) европейским популяциям Vertigo antivertigo присвоена категория «вызывающий наименьшие опасения» (Least concern), так как в Европе вид имеет довольно широкое распространение и в её масштабах не находится под угрозой. В отдельных регионах моллюску угрожает уничтожение и трансформация местообитаний, зарегулирование и трансформация рек и ручьёв, отвод воды для мелиорации, осушение болот и лугов, загрязнение прилегающих водоёмов и их берегов, отвод грунтовых вод, чрезмерный выпас скота, палы травы в поймах. В Украине вид распространён повсеместно, но встречается не слишком часто и занимает небольшие площади в основном в малонарушенных местообитаниях, что особенно проявляется в более сухих регионах. В охране нуждаются популяции Луганской, Николаевской, Одесской и Харьковской областей, которым была присвоена категория «близкие к уязвимому положению» (Near Threatened). Как редкий вид был занесён в Красную книгу Харьковской области (2013). В Красный список не морских моллюсков Ирландии (2009) включён под категорией «уязвимый» (Vulnerable), так как в период с 1980 по 2009 год его популяция снизилась на более 30 %, вероятно, в связи с исчезновением сырых лугов и неосушённых пастбищ. Включён в Красный список моллюсков Австрии (2007) под категорией «близкий к уязвимому положению», а также в Красный список наземных и пресноводных моллюсков Германии (2009) и в Красный список моллюсков Швейцарии (2012) под категорией «уязвимый». В России занесён в Красную книгу Тверской области (2016) под категорией 3 (редкий вид) В 2005 году был включён красный список угрожаемых видов Чехии под категорией «уязвимый», но был исключён в переиздании 2017 года.

## Таксономия
Впервые вид был описан французским малакологом и ботаником Жаком Филиппом Раймоном Драпарно в 1801 году под названием Pupa anti-vertigo. Типовое местонахождение — северная Франция. Типовые экземпляры, вероятно, утеряны.